# 林義端
林 義端（はやし ぎたん、生年未詳 - 正徳元年5月8日（1711年））は、江戸時代中期の儒学者、小説家、版元および本屋経営者。浮世草子の作家として知られる。字は九成、通称は九兵衛、号は文会堂。
伊藤仁斎の門下として儒学を学び、京都で書肆（本屋）「文会堂」を経営した。怪異小説『玉櫛笥』（たまくしげ）・『玉箒子』（たまははき）を著し、京都の書肆経営者の中では儒学者として名声が高かった。

## 生涯
義端はもともと両替商を家業としていたが、貞享2年（1695年）に伊藤仁斎の家塾・古義堂に入門すると、元禄2年（1689年）までに両替商を辞めて書肆に転業する。京都東洞院通夷川上町にて書肆「文会堂」を開業した。元禄4年（1671年）5月に伊藤東涯（仁斎の長男）から『文会堂記』を与えられ宇る。東涯は同書にて義端の人格や好学を称え、義端の書肆経営は利益のためでなく学問の普及と啓蒙であり、決して賤しいものではないとの旨を述べている。書肆としての活動は不活発であったが、文会堂林九兵衛方から出発された書籍は、義端に関係のある怪談集を除いては、全てが学問書や啓蒙書であった。
元禄4年11月に浅井了意の著した『狗張子』の序文を記し、元禄5年（1692年）正月に同書を刊行する。元禄6年（1693年）『玉櫛笥』前半3巻までを著し、元禄8年（1695年）秋に『玉櫛笥』後半4巻を著す。同年2月、詩文作法書である『文法授幼抄』を著し刊行する。同年11月には『玉櫛笥』に序文を記し、同月に刊行する。元禄9年（1696年）12月、『玉櫛笥の続編を集めた『玉箒子』を刊行する。ただし、同書は文会堂林九兵衛方からは出版されなかった。義端は、中国小説、特に『剪灯余話』のような志怪小説に心惹かれるところがあり、当初は中国小説の翻案を志していたと考えられるが、「倭詞の俗習に習ふて文を裁する所以を知らず」という理由により、『玉櫛笥』と『玉箒子』の両書は、今日でいう浮世草子という形式により刊行された。
『玉櫛笥』は30話あり、義端の深い知識に裏打ちされた教訓性・啓蒙性が強く、怪談をあくまで怪談とする現実性が強いものである。また、『玉櫛笥』は17話あり、さらに怪談が現実によって解決し、心理的幻影にあるとするなど現実的な展開を見せている。義端の怪異小説は、現実意識に基づく怪談認識によるものであった。
元禄11年（1698年）『扶桑名賢詩集』を刊行する。元禄14年（1701年）、詩文作法書である『文林良材』を刊行。本書は義端の著作と考えられている。
宝永元年（1704年）『扶桑名賢文集』を刊行する。どちらも、伊藤仁斎・東涯父子の詩文が中心であった。この頃、京都に来ていた岡島冠山と出会い討論し、『英烈伝』と『水滸伝』の翻訳を依頼する。宝永2年（1705年）3月、義端が序文を記し『通俗皇明英烈伝』（『通俗元明軍談』）が林九兵衛ほか合板で刊行される。また、同年に刊行された中村昂然が著した『通俗唐玄宗軍談』の校正も「林九成」名で行っている。
宝永3年（1706年）、徳山藩主・毛利元次の編んだ『徳山名勝』を板元として刊行する。宝永4年（1707年）、伊藤仁斎の追悼集である『古学先生碣銘行状』の跋文を記し、文会堂林義端にて刊行する。宝永5年（1708年）春、伊藤東涯・梅宇兄弟と同行し、大坂において参勤交代の途にあった元次に謁見する。宝永5年（1708年）12月、元次の『塩鉄論』を板元として刊行。宝永7年（1710年）、徳山の広範囲な雑詠を集めた元次の『徳山雑吟』に跋文を記して刊行している。
義端は正徳元年（1711年）5月8日に死去した。岡村冠山の翻訳した『水滸伝』は、義端の死後に『忠義水滸伝』として第1回から第10回が享保13年（1728年）に林九兵衛板として出版され、第11回から第20回が宝暦9年（1759年）に林九兵衛とその一族であろう林権兵衛の合板で出版されている。

## おもな著作
- 元禄8年（1695年）：『玉櫛笥』、『文法授幼抄』
- 元禄9年（1696年）：『玉箒子』
- 元禄11年（1698年）：『搏桑名賢詩集』（編集）
- 元禄14年（1701年）：『文林良材』
- 宝永元年（1704年）：『搏桑名賢文集』（編集）

## 関連論文
- 柳牧也『書肆・林義端考』1960年
- 太刀川清『林義端とその怪異小説』1972年
- 熊慧蘇『「採之於唐書、質之於通鑑」考 : 『通俗唐玄宗軍談』の原本について』（『二松學舍大学人文論叢』第69輯）2002年